# Wereldkampioenschappen schaatsen afstanden 2019 - 5000 meter vrouwen
De 5000 meter vrouwen op de wereldkampioenschappen schaatsen afstanden 2019 werd gereden op zaterdag 9 februari 2019 in het ijsstadion Max Aicher Arena in Inzell.

## Statistieken

### Uitslag
| #      | Naam                | Land | Tijd    |
| ------ | ------------------- | ---- | ------- |
| Goud   | Martina Sáblíková   | CZE  | 6.44,85 |
| Zilver | Esmee Visser        | NED  | 6.46,14 |
| Brons  | Natalja Voronina    | RUS  | 6.50,39 |
| 4      | Isabelle Weidemann  | CAN  | 6.56,13 |
| 5      | Carien Kleibeuker   | NED  | 6.56,47 |
| 6      | Ivanie Blondin      | CAN  | 6.56,73 |
| 7      | Claudia Pechstein   | GER  | 7.00,90 |
| 8      | Jelena Sochrjakova  | RUS  | 7.04,60 |
| 9      | Marina Zoejeva      | BLR  | 7.04,71 |
| 10     | Nene Sakai          | JPN  | 7.08,59 |
| 11     | Lemi Williamson     | JPN  | 7.18,33 |
| 12     | Magdalena Czyszczoń | POL  | 7.18,61 |

### Loting
| Rit | Binnenbaan          | Buitenbaan         |
| --- | ------------------- | ------------------ |
| 1   | Magdalena Czyszczoń | Jelena Sochrjakova |
| 2   | Carien Kleibeuker   | Lemi Williamson    |
| 3   | Nene Sakai          | Claudia Pechstein  |
| 4   | Isabelle Weidemann  | Esmee Visser       |
| 5   | Marina Zoejeva      | Natalja Voronina   |
| 6   | Martina Sáblíková   | Ivanie Blondin     |

1996 · 
1997 · 
1998 · 
1999 · 
2000 · 
2001 · 
2003 · 
2004 · 
2005 · 
2007 · 
2008 · 
2009 · 
2011 · 
2012 · 
2013 · 
2015 · 
2016 · 
2017 · 
2019 · 
2020 · 
2021 · 
2023 · 
2024 · 
2025